# Tucidide

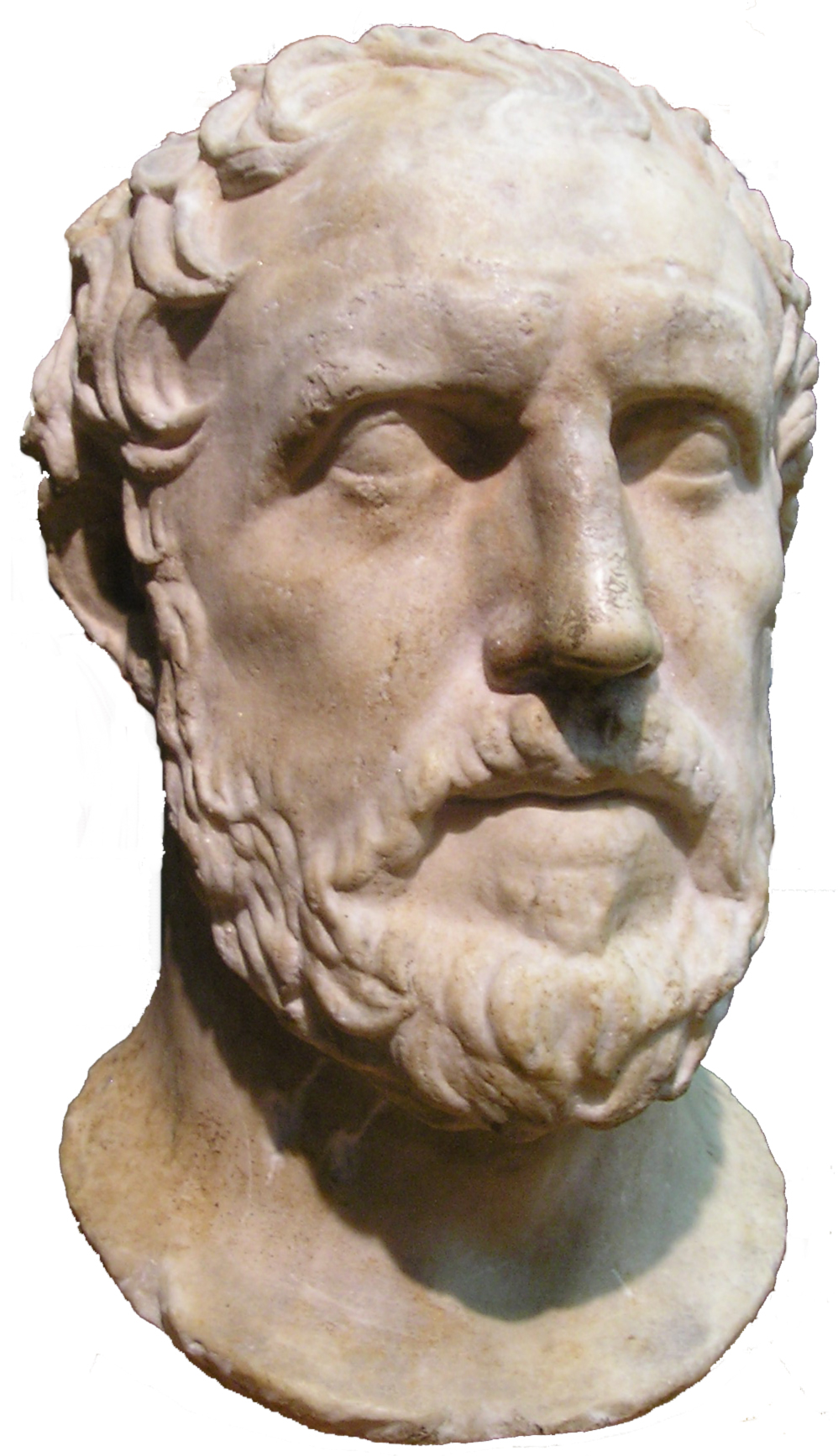
Bustul lui Tucidide, aflat la Royal Ontario Museum.

Tucidide (greacă Θουκυδίδης, Thoukudídês, cca 460-390 î.Hr., fiul lui Oloros) a fost un politician, strateg și istoric atenian, autor al unei vaste monografii asupra Războiului peloponesiac din cea de-a doua jumătate a secolului V î.Hr., desfășurat între Atena, ajutată de Liga de la Delos și Sparta, împreună cu aliatele ei, 
Tucidide este implicat direct în evenimentele pe care le relatează. „Istoria Războiului Peloponesiac”, scrisă de el, prezintă informații importante, de o superioară pătrundere și imparțialitate, care îl plasează în rândul celor mai de seamă reprezentanți ai istoriografiei din toate timpurile.
Tucidide este cunoscut pentru importantul său text istoric despre războiul peloponesiac, care, spre deosebire de stilul povestirilor istorice anterioare, este structurat în ordine cronologică, subiectul fiind abordat direct. Ca fiu al lui Olorus, un aristocrat atenian, este posibil ca Tucidide să fi crescut în Tracia, unde familia sa avea o mină de aur. Când a început războiul dintre Atena și Sparta, a realizat importanța acestui eveniment. Tucidide a planificat să menționeze dezvoltarea acestui război  și deznodământul său. A fost numit unul dintre comandanții flotei, dar nu a fost strălucit ca strateg, nereușind cucerirea orașului Amfipolis. Pentru înfrângere, Tucidide a fost exilat pe o perioadă 20 de ani.
A folosit însă acest timp cu înțelepciune. În exil, Tucidide a făcut cercetări și a scris una dintre cele mai mari opere istorice ale antichității. Textul său cuprinde neînțelegerile dintre Atena și Sparta dintre anii 431-421 î.Hr. și evenimentele ulterioare, până în 404 î.Hr.
Una dintre caracteristicile textului lui Tucidide este acuratețea. Atunci când datele pe care le deținea erau nesigure, a încercat să ocolească aceste porțiuni și să redea adevărul. Textul său a fost ignorat însă până în secolul al XIX-lea. Se presupune că Tucidide a fost asasinat.